# Grand Theft Auto 64
Grand Theft Auto 64 (скор. GTA 64) — скасована комп'ютерна гра у жанрі action-adventure із серії Grand Theft Auto, що розроблялася британською студією DMA Design (нині Rockstar North) для консолі Nintendo 64. Гра була перевидання першою Grand Theft Auto з певними поліпшеннями, на ігрову приставку п'ятого покоління  від Nintendo. Вихід гри очікувався приблизно в 1999 році, але з незрозумілих до кінця причин, розробка була скасована, а проєкт так ніколи та не показаний широкому загалу.

## Ігровий процес
Grand Theft Auto 64 була двовимірною комп'ютерною грою у жанрі action-adventure з видом зверху в відкритому світі. Ігровий процес був практично ідентичний оригінальній грі, а дія її також відбувалася в трьох мегаполісах США — Ліберті-Сіті (заснований на Нью-Йорке і штаті Нью-Джерсі), Вайс-Сіті (Маямі) та містом Сан-Андреас (Сан-Франциско).

## Розробка

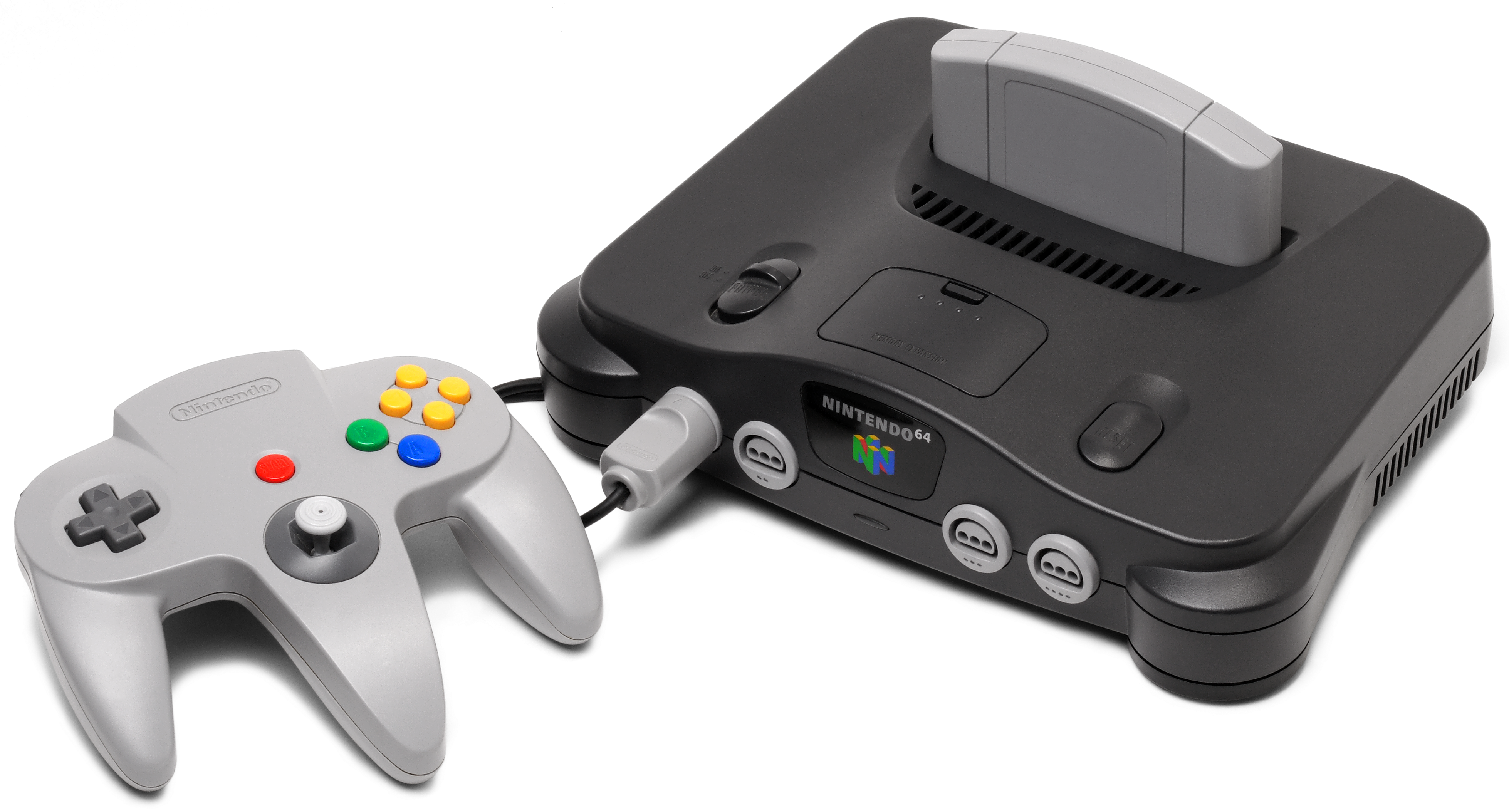
Консоль Nintendo 64 з контролером (NUS-005) і картриджем (NUS-006)

Відповідно до офіційного дизайн-документа оригінальної Grand Theft Auto від 1995 року (тоді іменована як Race'n' Chase), студія DMA Design спочатку планувала випустити гру і на консоль від компанії Nintendo — «Ultra 64», пізніше перейменовану в «Nintendo 64». Реліз першої GTA відбувся в кінці 1997 року на персональні комп'ютери, а слідом, відбувся успішний вихід на PlayStation, після якого почалася розробка  Grand Theft Auto 64. Очікувалося, що гра вийде приблизно в другій половині 1999 року. За інформацією IGN, проєкт був порт PlayStation-версії Grand Theft Auto на приставку Nintendo 64, але зі значними нововведеннями — покращеною графікою, додатковими рівнями, характеристиками та іншим новим контентом. Як повідомляє офіційне іспанське видання журналу N64 Magazine, гра була привезена на виставку E3 1999, де демонструвалася за зачиненими дверима, обмеженому колу осіб, при цьому, її стан оцінювався на 50% готовності.
Зрештою розробка Grand Theft Auto 64 була зупинена, а випуск скасовано, при цьому гра так ніколи та не показувалася широкому загалу. Причини скасування до кінця не зрозумілі, однак передбачається, що цьому могли стати проблеми з реалізацією рівня цензури, необхідною компанією Nintendo від розробників для випуску їх ігор на приставці N64, яка через це мала репутацію дитячої консолі. Іншою можливою причиною могли стати технічні обмеження ігрового картриджа, максимальний розмір якого становив всього 64 МБ пам'яті. Це ставило розробників у більш жорсткі рамки і ймовірно виключало наявність у повноцінного саундтреку на внутрішньоігрових радіостанціях, як в оригіналі.

## Див також
- Grand Theft Auto: Online Crime World